# Linny Claudius

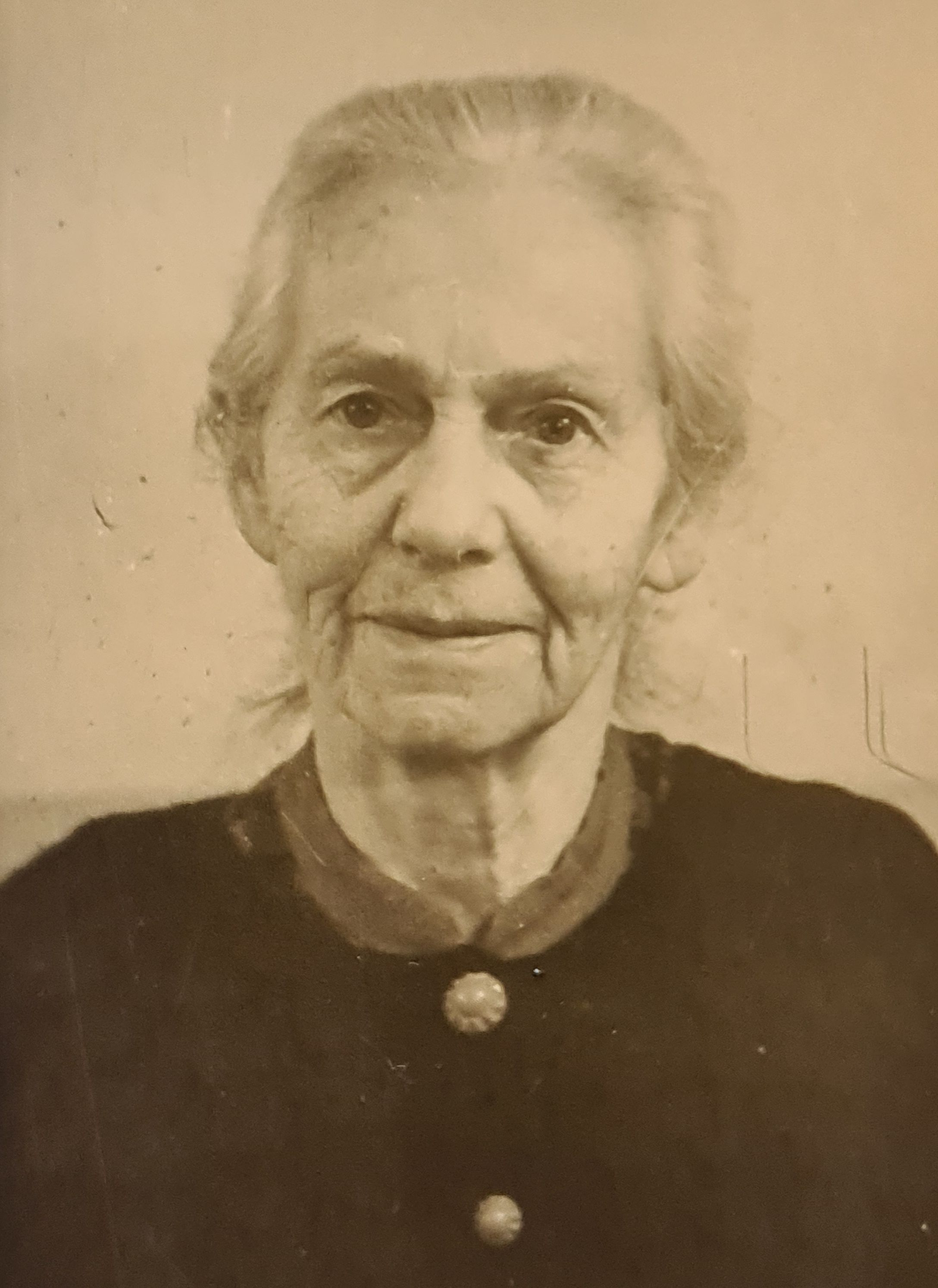
Linny Claudius 1948

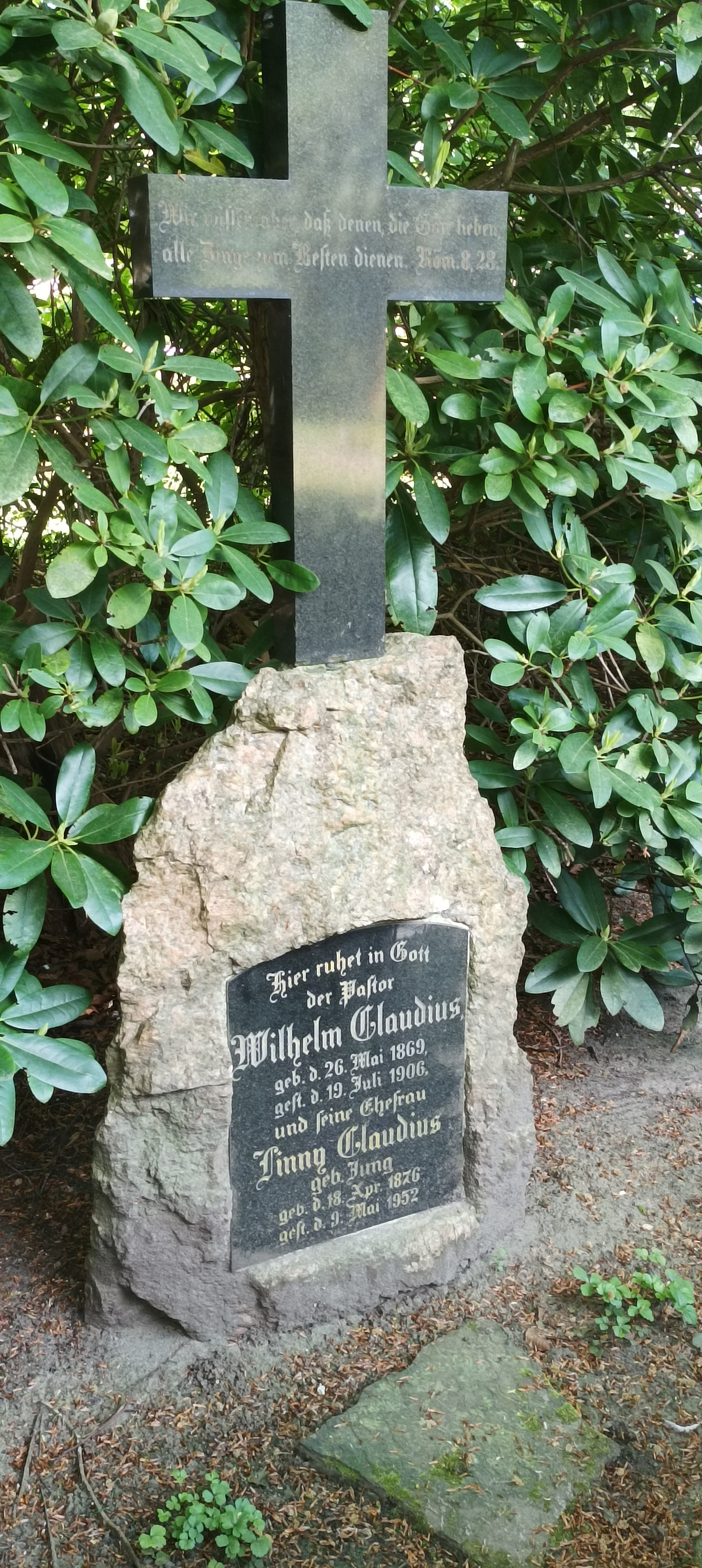
Grab von Linny und Wilhelm Claudius auf dem Nordfriedhof Neumünster

Linny Claudius (* 18. April 1876 in Ziegenhals/Oberschlesien; † 9. Mai 1952 in Neumünster, Schleswig-Holstein) war eine deutsche Frauenrechtlerin, Lehrerin und Politikerin (DDP).

## Leben
Linny Claudius wurde als Tochter des Textilfabrikanten Jung und seiner aus England stammenden Ehefrau geboren. Der Herkunft ihrer Mutter verdankte sie ihren englischen Vornamen. Ihr Vater war Besitzer einer Weberei und Färberei im schlesischen Ort Langenbielau, wo Linny die Erziehung einer „höheren Tochter“ wohlhabender Eltern aus dem Großbürgertum erfuhr. Ihre vom Elternhaus geprägte Bildung umfasste neben der Kenntnis von Fremdsprachen, vor allem Französisch und Englisch, auch Erfahrung mit französischer Lebensart durch einen längeren Aufenthalt in einem Haushalt als Haustochter in Paris.
Von 1897 bis 1899 besuchte sie das Lehrerinnenseminar in Neumünster mit einigen Auslandsaufenthalten. Am 27. April 1905 heiratete sie Wilhelm Claudius (geb. 1869), den Pastor an der Neumünsteraner Vicelinkirche. Ihr Ehemann verstarb im Juli 1906 im Alter von 37 Jahren, 1908 nahm sie ihre 1922 adoptierte Tochter Katharina (Käthe) in Pflege, deren Vater das fünfte Kind, nach dem Tod der Mutter im Kindbett, nicht versorgen konnte.
Laut Bericht ihres Enkels war ihre Pension gering und sie musste sich für ein standesgemäßes Leben etwas dazuverdienen. Im ehemaligen Pastorat auf der Klosterinsel (durch Bomben zerstört im Oktober 1944) vermietete sie Zimmer einschließlich Beköstigung an in der Ausbildung befindliche junge Mädchen aus dem Umland. Als Pastorenwitwe galt sie als vertrauenswürdige Person, der man ohne Bedenken die eigenen Töchter zur Beherbergung und Erziehung anvertrauen konnte. Auf der Klosterinsel lebte sie seit ca. 1914 mit der Tochter und mit ihrer Schwester Else Jung; die Schwestern blieben lebenslang miteinander verbunden. Ihre Tochter Käthe heiratete 1939 und nachdem deren Ehemann 1943 gefallen war, lebten Linny, ihre Tochter Käthe mit zwei Kindern und Else Jung zusammen in dem gemeinsamen Haushalt. Am 25. Oktober 1944 wurde die Familie bei einem der ersten Luftangriffe auf Neumünster ausgebombt. Sie kamen in Homfeld, heute ein Ortsteil von Aukrug, unter und kehrten 1950 nach Neumünster zurück.

## Politische Arbeit
Linny Claudius war in der Neumünsteraner Gesellschaft und Politik bekannt und aktiv. Sie war Mitglied der liberalen Deutschen Demokratischen Partei und kandidierte, wenn auch erfolglos, während der Weimarer Republik für einen Sitz im Preußischen Landtag. Etwa ab der Jahrhundertwende (um 1900) war sie aktives Mitglied im Bund Deutscher Frauenvereine (BDF) und hatte Kontakte zur Frauenrechtlerin Gertrud Bäumer (1873–1954).
Während des Ersten Weltkrieges wirkte sie aktiv in der Kriegsfürsorge der Frauenvereine; betreute dort in einem der Stadtbezirke in Not geratene Frauen und Familien, bevor sie am
2. März 1919 bei der ersten Kommunalwahl unter Beteiligung der Frauen kandidierte. Marie Carstens (SPD) und Linny Claudius (DDP) waren die ersten Frauen, die in die Stadtverordnetenversammlung der Stadt Neumünster gewählt wurden.
Sie blieb bis 1924 Stadtverordnete für eine Wahlperiode, war Mitglied in der Armenkommission und im Gesundheits- und im Wohlfahrtsausschuss. Von 1924 bis 1929 leistete sie Ausschussarbeit als bürgerliches Mitglied. Weitere Ämter ab 1924 hatte sie in der Kirchenvertretung des Kirchenkreises Neumünster sowie in der Kommissionen für Finanzen, für das Gemeindehaus und für die Gemeindepflege.